# Championnat de la Communauté des États indépendants de hockey sur glace 1991-1992
Saison précédente Saison suivante
Le Championnat de la Communauté des États indépendants de hockey sur glace 1991-1992 est également connu comme étant la 46e et dernière saison du Championnat d'URSS de hockey sur glace. En raison de la dissolution du bloc soviétique, le 25 décembre 1991, le championnat se poursuit en prenant le nom de celui de la CEI. L'équipe du HK Dinamo Moscou remporte la saison régulière et également les séries éliminatoires.

## Saison régulière
Une première phase est jouée entre toutes les équipes, chacune jouant 30 matchs ; un classement est établi et les huit meilleures équipes sont qualifiées pour la seconde phase. Cette phase comporte 6 rencontres par équipes, ces dernières étant réparties en deux poules. Les deux meilleures équipes de chaque poule jouent une phase de séries éliminatoires.

### Première phase
| Clt   | Équipe                         | PJ | V  | D  | N | BP  | BC  | Pts |
| ----- | ------------------------------ | -- | -- | -- | - | --- | --- | --- |
| +001, | Dinamo Moscou                  | 30 | 25 | 2  | 3 | 124 | 58  | 53  |
| +002, | CSKA Moscou                    | 30 | 21 | 7  | 1 | 123 | 75  | 44  |
| +003, | Krylia Sovetov                 | 30 | 18 | 10 | 2 | 113 | 86  | 38  |
| +004, | Khimik Voskressensk            | 30 | 17 | 11 | 2 | 97  | 83  | 36  |
| +005, | Torpedo Oust-Kamenogorsk       | 30 | 16 | 11 | 3 | 114 | 109 | 35  |
| +006, | Traktor Tcheliabinsk           | 30 | 15 | 12 | 3 | 98  | 83  | 33  |
| +007, | Spartak Moscou                 | 30 | 15 | 12 | 3 | 117 | 102 | 33  |
| +008, | Torpedo Nijni Novgorod         | 30 | 13 | 11 | 6 | 83  | 76  | 32  |
| +009, | Lada Togliatti                 | 30 | 14 | 14 | 2 | 83  | 96  | 30  |
| +010, | Dinamo-Energuia Iekaterinbourg | 30 | 13 | 15 | 2 | 89  | 103 | 28  |
| +011, | Torpedo Iaroslavl              | 30 | 11 | 15 | 4 | 92  | 107 | 26  |
| +012, | Avangard Omsk                  | 30 | 9  | 16 | 5 | 80  | 106 | 23  |
| +013, | Itil Kazan                     | 30 | 9  | 17 | 4 | 71  | 92  | 22  |
| +014, | Dinamo Riga                    | 30 | 10 | 20 | 0 | 94  | 127 | 20  |
| +015, | Sokol Kiev                     | 30 | 7  | 22 | 1 | 101 | 139 | 15  |
| +016, | Dinamo Minsk                   | 30 | 5  | 23 | 2 | 84  | 122 | 12  |

- En italique : Équipe qualifiée pour la seconde phase

### Deuxième phase
| Clt   | Équipe                   | PJ | V | D | N | BP | BC | Pts |
| ----- | ------------------------ | -- | - | - | - | -- | -- | --- |
| +001, | Dinamo Moscou            | 6  | 4 | 0 | 2 | 30 | 14 | 10  |
| +002, | Khimik Voskressensk      | 6  | 3 | 2 | 1 | 21 | 18 | 7   |
| +003, | Torpedo Nijni Novgorod   | 6  | 2 | 2 | 2 | 22 | 23 | 6   |
| +004, | Torpedo Oust-Kamenogorsk | 6  | 0 | 5 | 1 | 12 | 30 | 1   |

- En italique : Équipe qualifiée pour les demi-finales

| Clt   | Équipe               | PJ | V | D | N | BP | BC | Pts |
| ----- | -------------------- | -- | - | - | - | -- | -- | --- |
| +001, | CSKA Moscou          | 6  | 6 | 0 | 0 | 29 | 8  | 12  |
| +002, | Spartak Moscou       | 6  | 2 | 2 | 2 | 17 | 16 | 6   |
| +003, | Traktor Tcheliabinsk | 6  | 1 | 2 | 3 | 13 | 24 | 5   |
| +004, | Krylia Sovetov       | 6  | 0 | 5 | 1 | 9  | 20 | 1   |

- En italique : Équipe qualifiée pour les demi-finales

## Séries éliminatoires

### Séries pour la finale
|  | Demi-finales             | Demi-finales             |                        |   | Finale                   | Finale                   |
|  | Demi-finales             | Demi-finales             |                        |   | Finale                   | Finale                   |
|  |                          |                          |                        |   |                          |                          |
|  | Au meilleur des 5 matchs | Au meilleur des 5 matchs |                        |   | Au meilleur des 5 matchs | Au meilleur des 5 matchs |
|  | Au meilleur des 5 matchs | Au meilleur des 5 matchs |                        |   | Au meilleur des 5 matchs | Au meilleur des 5 matchs |
|  | Dinamo Moscou            | 3                        |                        |   | Au meilleur des 5 matchs | Au meilleur des 5 matchs |
|  | Dinamo Moscou            | 3                        |                        |   | Au meilleur des 5 matchs | Au meilleur des 5 matchs |
|  | Spartak Moscou           | 1                        |                        |   | Au meilleur des 5 matchs | Au meilleur des 5 matchs |
|  | Spartak Moscou           | 1                        | Dinamo Moscou          | 3 |                          |                          |
|  | Au meilleur des 5 matchs |                          | Dinamo Moscou          | 3 |                          |                          |
|  |                          | CSKA Moscou              | 0                      |   |                          |                          |
|  | CSKA Moscou              | CSKA Moscou              | 0                      | 3 |                          |                          |
|  | CSKA Moscou              |                          |                        | 3 |                          |                          |
|  | Khimik Voskressensk      | 0                        |                        |   |                          |                          |
|  | Khimik Voskressensk      | 0                        | Match pour la 3e place |   |                          |                          |
|  |                          |                          |                        |   |                          |                          |
|  | Au meilleur des 3 matchs |                          |                        |   |                          |                          |
|  |                          |                          |                        |   |                          |                          |
|  | Spartak Moscou           | 2                        |                        |   |                          |                          |
|  | Spartak Moscou           | 2                        |                        |   |                          |                          |
|  | Khimik Voskressensk      | 0                        |                        |   |                          |                          |
|  | Khimik Voskressensk      | 0                        |                        |   |                          |                          |

Matchs pour la troisième place
|  | Spartak Moscou | 5-1 | Khimik Voskressensk |  |

|  | Spartak Moscou | 4-1 | Khimik Voskressensk |  |

Finales
|  | Dynamo Moscou | 4-1 | CSKA Moscou |  |

|  | CSKA Moscou | 2-5 | Dynamo Moscou |  |

|  | Dynamo Moscou | 3-2 | CSKA Moscou |  |

### Matchs de classements
|  | Demi-finales             | Demi-finales             |                      |   | Cinquième place          | Cinquième place          |
|  | Demi-finales             | Demi-finales             |                      |   | Cinquième place          | Cinquième place          |
|  |                          |                          |                      |   |                          |                          |
|  | Au meilleur des 5 matchs | Au meilleur des 5 matchs |                      |   | Au meilleur des 5 matchs | Au meilleur des 5 matchs |
|  | Au meilleur des 5 matchs | Au meilleur des 5 matchs |                      |   | Au meilleur des 5 matchs | Au meilleur des 5 matchs |
|  | Torpedo Nijni Novgorod   | 3                        |                      |   | Au meilleur des 5 matchs | Au meilleur des 5 matchs |
|  | Torpedo Nijni Novgorod   | 3                        |                      |   | Au meilleur des 5 matchs | Au meilleur des 5 matchs |
|  | Krylia Sovetov           | 1                        |                      |   | Au meilleur des 5 matchs | Au meilleur des 5 matchs |
|  | Krylia Sovetov           | 1                        | Traktor Tcheliabinsk | 3 |                          |                          |
|  | Au meilleur des 5 matchs |                          | Traktor Tcheliabinsk | 3 |                          |                          |
|  |                          | Torpedo Nijni Novgorod   | 2                    |   |                          |                          |
|  | 'Traktor Tcheliabinsk    | Torpedo Nijni Novgorod   | 2                    | 3 |                          |                          |
|  | 'Traktor Tcheliabinsk    |                          |                      | 3 |                          |                          |
|  | Torpedo Oust-Kamenogorsk | 0                        |                      |   |                          |                          |
|  | Torpedo Oust-Kamenogorsk | 0                        | Septième place       |   |                          |                          |
|  |                          |                          |                      |   |                          |                          |
|  | Au meilleur des 5 matchs |                          |                      |   |                          |                          |
|  |                          |                          |                      |   |                          |                          |
|  | Krylia Sovetov Moscou    | 3                        |                      |   |                          |                          |
|  | Krylia Sovetov Moscou    | 3                        |                      |   |                          |                          |
|  | Torpedo Oust-Kamenogorsk | 0                        |                      |   |                          |                          |
|  | Torpedo Oust-Kamenogorsk | 0                        |                      |   |                          |                          |

## Joueurs importants
Les lecteurs du journal Hokkeï ont élu les meilleurs joueurs de la saison :
1. Nikolaï Borchtchevski (Spartak)
2. Vladimir Malakhov (CSKA)
3. Alekseï Jamnov (Dynamo)
4. Andreï Trefilov (Dynamo)
5. Dmitri Mironov (Krilya Sovietov)